# Нормалан број
У математици, нормалан број је реалан број чији је бесконачан низ цифара у било којој позитивној целобројној бројевној основи b дистрибуиран униформно у смислу да свака од b цифара има исту асимптотску густину 1/b. То такође значи да се свих могућих b2 парова цифара јавља са једнаком вероватноћом густине b−2, свих b3 тројки цифара се јавља са једнаком вероватноћом густине b−3, и тако даље.
Интуитивно, ово значи да се ниједна цифра, или (коначна) комбинација цифара, не појављује чешће него било која друга, и ово важи било да је број записан у основи 10, бинарној основи или било којој другој. Нормалан број се може посматрати као бесконачан низ бацања новчића (бинарно) или бесконачан низ бацања коцкице (основа 6). Иако ће постојати низови дужине 10, 100 па и више узастопних писама (бинарно) или четворки (основа 6), или чак 10, 100 или више понављања низова као што су глава-писмо (у два узастопна бацања новчића), или 6-1 (у два узастопна бацања коцке), постојаће и подједнак број свих других низова једнаке дужине. Ниједна цифра или низ није „фаворизован“.
Иако је могуће дати општи доказ да су готово сви реални бројеви нормални (у смислу да скуп изузетака има меру Лебега нула), овај доказ није конструктиван, и за врло мали број конкретних бројева је показано да су нормални. На пример, Чајтинова константа је нормална (и неизрачунљива). Широко је распрострањено уверење да су (израчунљиви) бројеви √2, π, and e нормални, али доказ још увек није нађен.

## Даља литература
- Harman, Glyn (2002), „One hundred years of normal numbers”,  Ур.: Bennett, M. A.; Berndt, B.C.; Boston, N.; Diamond, H.G.; Hildebrand, A.J.; Philipp, W., Surveys in number theory: Papers from the millennial conference on number theory, Natick, MA: A K Peters, стр. 57—74, ISBN 978-1-56881-162-8, Zbl 1062.11052
- Quéfflec, Martine (2006), „Old and new results on normality”,  Ур.: Denteneer, Dee; den Hollander, F.; Verbitskiy, E., Dynamics & Stochastics: Festschrift in honor of M. S. Keane, IMS Lecture Notes – Monograph Series, 48, Beachwood, Ohio: Institute of Mathematical Statistics, стр. 225—236, ISBN 978-0-940600-64-5, Zbl 1130.11041, arXiv:math.DS/0608249 , doi:10.1214/074921706000000248